# Monoposthia grahami
Monoposthia grahami är en rundmaskart som beskrevs av Allgen 1959. Monoposthia grahami ingår i släktet Monoposthia och familjen Monoposthiidae. Inga underarter finns listade i Catalogue of Life.